# Steve Francis
Pour les articles homonymes, voir Francis.
Steve De'Shawn Francis dit Steve Francis est un ancien joueur de basket-ball américain né le 21 février 1977 à Takoma Park, Maryland.

## Biographie
Francis est choisi en deuxième position par les Grizzlies de Vancouver lors de la Draft 1999 de la NBA après une carrière universitaire avec les Terrapins de l'Université du Maryland. Devant son refus de venir jouer dans la très faible équipe de Vancouver, le joueur a été échangé contre Michael Dickerson, Othella Harrington, Brent Price et Antoine Carr des Rockets de Houston.
Stevie Francis est un meneur très rapide et, malgré sa relative petite taille (1,89 m), est capable d'une grosse détente qui en fait un joueur précieux. Néanmoins, sa réussite au tir ayant baissé et son jeu égoïste étant contradictoire avec le rôle d'un meneur, Francis est échangé à l'été 2004 avec Kelvin Cato et Cuttino Mobley pour les joueurs du Magic d'Orlando Tracy McGrady, Juwan Howard, Tyronn Lue et Reece Gaines.
Le 22 février 2006, Francis est échangé contre les joueurs des New York Knicks Trevor Ariza et Anfernee Hardaway, tous deux disposant de contrats expirant en 2006. Les raisons de ce transfert sont donc financières. Francis avec un contrat au salaire maximum courant jusqu'à l'été 2009 ne figure plus dans les plans de la franchise floridienne du Magic, préférant sauvegarder de l'espace sous le salary cap et donner les clefs de leur équipe à Dwight Howard, la star montante de la Conférence Est, ainsi qu'au jeune meneur Jameer Nelson, deux joueurs étant liés à la franchise par des contrats de rookie.
Francis se retrouve donc à New-York aux côtés de Stephon Marbury, lui aussi connu pour ses réticences à passer le ballon.
Francis est envoyé en Oregon chez les Trail Blazers de Portland le 28 juin 2007 mais, début juillet, les Blazers rachètent le contrat de Francis ce qui fait de lui un unrestricted free agent (joueur libre). Il signe un contrat de deux saisons avec son ancienne équipe des Rockets. Sa première saison s'achève après dix rencontres, en raison d'une blessure au quadriceps gauche. Lors de la saison suivante, les Rockets envoient, le 25 décembre, Francis, qui n'a pas encore joué de la saison, aux Memphis Grizzlies. Le 27 janvier 2009, Steve Francis est libéré par l'équipe des Grizzlies
En novembre 2010, Steve Francis part jouer en Chine.

## Palmarès
- NBA All-Rookie First Team en 2000.
- NBA Rookie of the Year en 2000 (ex æquo avec Elton Brand).
- 3 sélections au NBA All-Star Game en 2002, 2003 et 2004.